# 湖湘文化
从约3000年前的商朝开始到1000多年前的北宋，湖南地区的文化代表为北部楚文化和西部、南部的苗蛮文化、百越文化等。自北宋起，湖湘学派的出现带来了楚文化在湖南的进一步发展。由于历史的变迁发展，中原文化南下，在文化重心南移的大背景下，湖南成为以儒学文化为正统的省区，被称为"潇湘洙泗",  特别是经历了宋、元、明的几次大规模的移民，使湖湘士民在人口、习俗、风尚、思想观念上均发生了重要变化，从而建构出一种新的区域文化形态，称之为湖湘文化。而广义上的湖湘文化则还包括在湖湘学派出现之前，在湖南所存在的以楚文化为主的文化。湖湘文化的基本精神可概括为：“淳朴重义”，“勇敢尚武”，“经世致用”，“自强不息”。
湖湘文化透露出湘人的刚劲、务实、敢为人先的实学风格和拼搏精神。湖湘学者从宋代的湖湘学派开始，都主张“入世”，坚持“实学”，强调“学以致用”。自屈原以来，湖湘文化中的爱国主义传统尤为突出。
由于对实践与实用的重视，湖湘科学技术素称发达。早在商周，青铜冶炼已具相当规模。马王堆出土文物之精美,也体现了湖湘文化的科学品格。湖湘教育大兴于宋代，历时千年而形成了自己独特的传统：重视"学思并重"与"知行统一"，重视独立思考与理性批判。

## 历史

### 文化远源
湖湘文化源于炎黄文化和前炎帝神农文化。炎陵县鹿原陂为炎帝长眠之地。从史记等资料记载(舜“崩于苍梧之野，葬于江南九嶷”)可以看出，舜帝文化很可能覆盖湖湘一带.  《山海经》记载了“湘水出，舜葬东南陬”。屈原流放湖湘，留下不少千古绝唱，《离骚》，《九歌》，《湘夫人》等很可能源自湖湘地域的民间传说。

### 发展
唐代以前的湖南社会发展整体落后于中原地区，经过三国、两晋和南朝长达400年的经营开发，到唐前期，赶上了中原地区的发展。唐代宗大历年间，诗人杜甫游长沙，曾写下了不少诗章，其《清明》一诗中有：“著处繁华矜是日，长沙干人万人出。渡头翠柳艳明眉, 争道朱蹄骄齿膝”。

### 两宋湖湘学派创立
北宋开宝九年（公元976年），潭州太守朱洞在岳麓山下的抱黄洞附近正式建立起了岳麓书院。北宋大中祥符（1008－1017）年间，岳麓书院进入了北宋的鼎盛时期。大中祥符八年（公元1015年），宋真宗亲自召见山长周式，对周式兴学颇为嘉许，亲书“岳麓书院”匾额，书院之名始闻于天下，有“潇湘洙泗”之誉。北宋湖南道州人周敦颐(1017年－1073年)，创立了理学基础，大大发展了儒家的理论。他的理论成为湖湘文化的的重要思想起源。 
南宋文学家、理学家、大学士胡安国及其子胡宏，于南宋建炎年间来到潭州湘潭创立碧泉书院，并在衡山山麓办文定书院，吸引了众多才子来求学，如胡寅、胡宪、谭知礼和黎明等。张浚在南宋绍兴三十一年(1161年)建城南書院。

#### 朱张会讲
1167年（乾道三年八月份），朱熹收到张栻的邀请从福建武夷山来到长沙岳麓山，在岳麓山讲学2个月，被时人誉为“朱张会讲”。 
张栻为湖湘学派代表人物，而朱熹为闽学代表人物，两派继承和发扬了“二程”学说中的不同观点。 
两人的讲学，开启了学院讲学的新时代，岳麓书院被誉为“潇湘洙泗”，并且成为宋朝四大书院之一。 
两人在岳麓书院讲学时，千余学子从各地汇聚，改变了当时湖湘文化的学术风气。 
两人在岳麓书院就“中和”、“太极”、“仁”在岳麓书院城南寓所进行了长时间的讨论，朱熹改变了“湖湘学派”的“空言真理”、“虚而不实”之风气。 
十一月份，两人的讲学结束，朱熹和张栻同游南岳衡山，此后张栻回到长沙岳麓书院继续讲学，而朱熹则东到福建。
湖湘文化的思想学术层面，中原的儒学是湖湘学派的主要来源，岳麓书院讲堂所悬的“道南正脉”匾，显示湖湘文化代表儒学正统。在社会心理层面，如民风民俗，心理特征等，则主要源于本土楚文化为主的文化传统。这两种特色鲜明的文化组合导致一种独特的区域文化形成。

#### 朱子中兴
1194年（绍熙五年五月），时年65岁的朱熹担任荆湖南路安抚使兼潭州知州，再次来到阔别26年的长沙，此时，张栻已经去世15年，而岳麓书院因为缺乏民师和学子而萎靡不振。 
朱熹到来之后，民教化、正民风、整吏治、兴民生，先后拜祭位于宁乡县的张栻墓和张浚墓，修复了屈原祠，重新建造了湘西精舍，并且修复了荒废的岳麓书院，亲自前往讲学，以延续“湘学学脉”。 
朱熹在岳麓书院颁布了《朱子书院教条》，规定“博学之、审问之、慎思之、明辨之、笃行之”为湘学做学问的不二法门。半年之后，朱熹挂印而去。

### 后世发展
湖湘学派有一个显著特点，就是不存门户之见。对与理学不同的学派相互取舍以求发展。明末大儒湖南衡阳人王夫之，又再次把湖湘文化的发展推向高潮。
后世湖湘文化的影响深远，孕育了湖南在近代现代史上一大片人才。从魏源、曾国藩、左宗棠等洋务运动发起者，到谭嗣同、陈天华、黄兴等变革人士，再到毛泽东、刘少奇、任弼时、彭德怀、贺龙、胡耀邦等中華人民共和國的建立者,  同时齐白石、沈从文、周立波、田汉等人，为中国文化的发展作出重大贡献。
湖湘学派以理学的道德精神与经世致用的实事实功相结合的特色一直延续到近代。 近代史上湖南人才辈出，虽然他们的政治立场可能很不相同，但其讲理想、重经世的文化风格却是—致的。